# Горелые земли
Горелые земли (англ. Firelands), или земли Страдальцев (англ. Sufferers' Lands) — участок, находившийся в западной оконечности Западного резервного района Коннектикута, в современном штате Огайо. Как особая территория этот участок был создан законодательным актом в 1792 году, под названием «земли Страдальцев» (англ. Sufferers' Lands), и позже стал известен как «Горелые земли» (англ. Fire Lands), потому что перепродажа этой земли замышлялась ради возмещения убытков горожанам коннектикутских городов Данбери, Фэрфилда, Гринуича, Гротона, Нью-Хейвена, Нью-Лондона, Норуолка и Риджфилда. Их дома спалили британские солдаты в 1779 и 1781 годах во время войны за независимость. Английское «Fire Lands» стало позже писаться в одно слово: «Firelands».

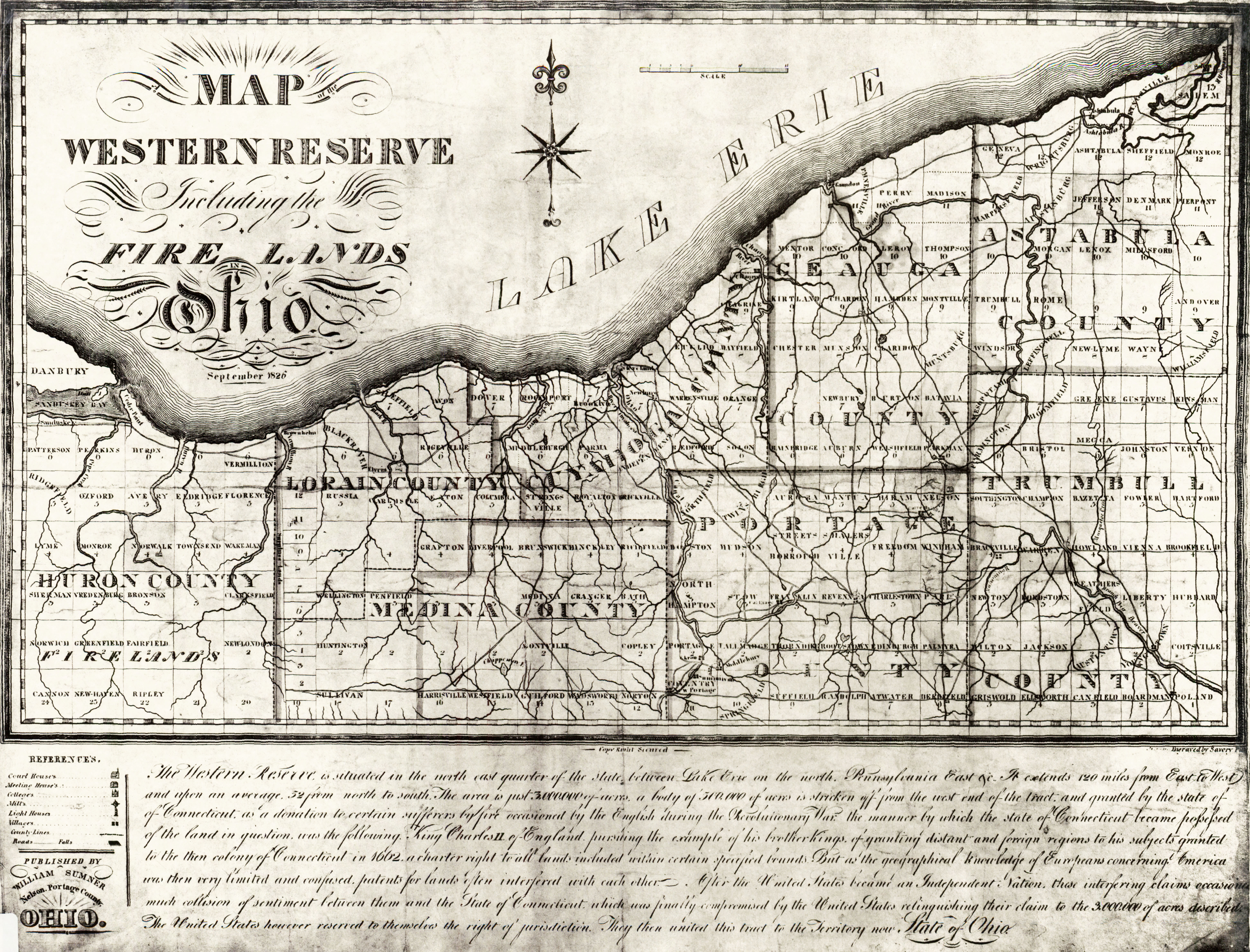
Карта Западного резерва в 1826 году: Горелые земли находятся на западе (то есть, слева).

## История
В 1792 году Коннектикутская легислатура вычленила 500 тысяч акров (на наши единицы 2000 кв. км) в западной оконечности т. н. «Западного резерва» для коннектикутских «страдальцев». Это пространство состояло из почти всей территории теперешних графств Хьюрона и Эри, а также тауншипа Данбери (англ. Danbury Township, Ottawa County, Ohio) (полуостров Марбльгед) и большой части тауншипа Катауба-Айленд (англ. Catawba Island Township, Ottawa County, Ohio) в нынешнем графстве Оттава, а также тауншипе Рагллс (англ. Ruggles Township, Ashland County, Ohio) в нынешнем графстве Ашленд. Эта законодательная директива 1792 года не означала всамделишного заселения этих земель европейскими колонистами, которое началось около 1807 года.
Почти никто из изначальных «страдальцев» никогда не поселились в Горелых землях, поскольку земельные спекуляторы выкупили выделенные земли на перепродажу. 15 апреля 1803 года новые собственники образовали корпорацию для управления своими землями, которые оказались в составе недавно сформированной территории Огайо. Земля была разделена на тридцать т. н. геодезических тауншипов (англ. Survey township) — квадратов 5 на 5 миль (8 на 8 км), которые были ещё подразделены на 120 участков, каждый по 4000 акров (то есть 16 кв. км). (Хотя в то время стандартный размер геодезического тауншипа в Северо-Западных территориях США — 6 на 6 миль (примерно 10 на 10 км), в Западном резерве для геодезических тауншипов применялся устаревший стандарт). Кому конкретно какой участок достанется, распределялось жребием.
Некоторые тауншипы в Горелых землях были названы в честь урочищ Коннектикута, некоторые — по именам спекуляторов, которые их приобрели. Часто поселенцы, не любившие спекуляторов, меняли названия таких тауншипов. Когда после англо-американской войны в Горелых землях стали появляться деревни, многие из них также получили названия по деревням Коннектикута.
В 1811 году, при создании графства Хьюрон, оно включило в себя все Горелые земли, а также часть будущего графства Лорен. Это продолжалось до 1837 года, когда из части графства Хьюрон было выделено графство Эри, включившее в себя часть Горелых земель.
Современные знаки в Горелых землях, гласящие «established 1792», не отражают подлинной истории заселения: эти земли были картографированы в 1806—1808 годах и очень медленно заселялись до 1808 года. До конца англо-американской войны в Горелых землях не образовалось практически никаких деревень.

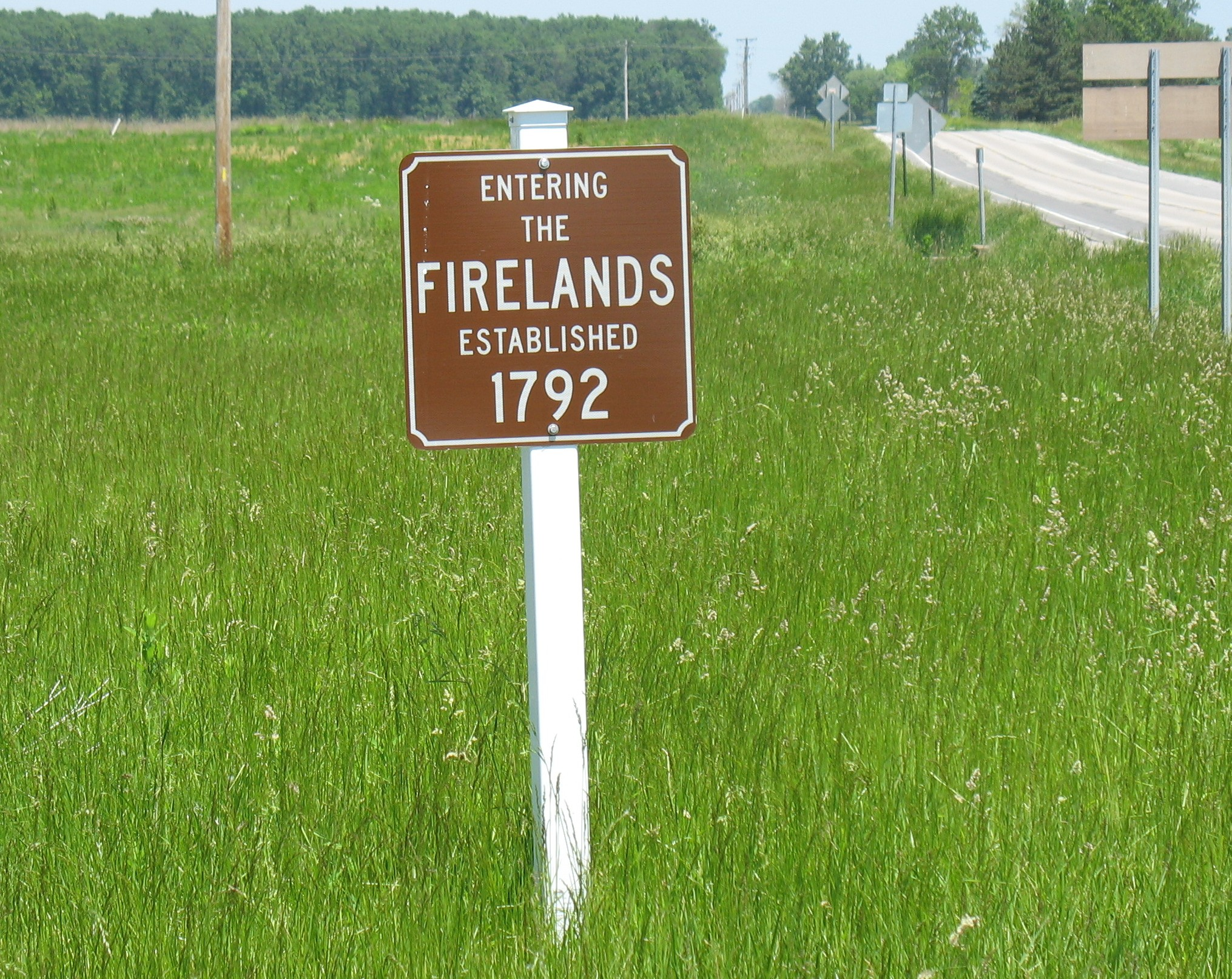
Знак на границе Горелых земель на трассе в тауншипе Шерман, графство Хьюрон

## Населённые пункты
| графство Эшланд |
| --------------- |
| отсутствуют     |

| графство Эри              |
| ------------------------- |
| Бей-Вью                   |
| Белвью (лишь частично)    |
| Берлин-Хайтс              |
| Касталия                  |
| Хьюрон                    |
| Майлан (лишь частично)    |
| Сандаски                  |
| Вермилион (лишь частично) |

| графство Хьюрон        |
| ---------------------- |
| Белвью (лишь частично) |
| Гринуич                |
| Майлан (лишь частично) |
| Монровилл              |
| Нью-Лондон             |
| Норт-Фэрфилд           |
| Норуолк                |
| Плимут (лишь частичто) |
| Уэйкмен                |
| Уиллард                |

| графство Оттава |
| --------------- |
| Марблхед        |

## Дополнительная информация
За дополнительными уточнениями вы можете обратиться к следующим источникам:
- Connecticut Archives, Revolutionary War, Series I, II, and III
- Connecticut Archives, Susquehanna Settlers and Western Lands, Series I and II
- Aldrich, Lewis C. History of Erie County Ohio. Evansville, IN: Unigraphic, 1978 [CSL call number: F497 .E5 H57 1978].
- Baughman, Abraham J. History of Huron County. Chicago: S. J. Clarke Pub. Co., 1909.
- Carpenter, Helen M. The Origin and Location of the Firelands of the Western Reserve (недоступная ссылка — история) (англ.) // Ohio Archaeological and Historical Quarterly[англ.] : journal. — 1935. — Vol. XLIV. — P. 162—203.
- The Firelands Pioneer / The Firelands Historical Society. 1858- [CSL call number F497 .W5 F5].
- Hill, George W. History of Ashland County, Ohio. Cleveland: Williams Bros., 1880.
- Williams, W.W., History of the Firelands, Connecticut, 1879.

Публикации, помеченные буквами CSL, находятся в Библиотеке штата Коннектикут (англ. Connecticut State Library)